# Helga Hammerschmied
Helga Hammerschmied-Rathgeb (* 8. Oktober 1949 in Saalfelden am Steinernen Meer) ist eine österreichische Politikerin (SPÖ) und Angestellte. Sie war von 1991 bis 2004 Abgeordnete zum Salzburger Landtag und ist seit 2004 Bürgermeisterin der Gemeinde Leogang.

## Ausbildung und Beruf
Hammerschmied besuchte von 1957 bis 1961 die Volksschule in Leogang und wechselte danach von 1961 bis 1964 zum Schulbesuch an die Hauptschule in Saalfelden am Steinernen Meer. Sie arbeitete danach von 1964 bis 1967 als Verwaltungsangestellte bei der Gemeinde Leogang und absolvierte daneben im Jahr 1966 die B-Matura. 1967 wechselte Hammerschmied in der Dienst der Volksbank Salzburg, für die sie bis 1979 als Bankangestellte tätig war. 1979 wechselte sie als Angestellte zur Firma Landmaschinen Gruber in Saalfelden am Steinernen Meer, wo sie in der Folge bis 2001 beschäftigt war.

## Politik und Funktionen
Hammerschmied trat der Sozialistischen Partei Österreichs bei und wurde 1980 zum Ausschussmitglied der SPÖ Leogang gewählt. Sie engagierte sich von 2001 bis 2003 als geschäftsführende Bezirksfrauen Vorsitzende der SPÖ Pinzgau und war von 2003 bis 2007 Bezirksfrauen-Vorsitzende der SPÖ Pinzgau. Des Weiteren wirkte sie innerparteilich zwischen 1995 und 2005 als stellvertretende Bezirksparteivorsitzende der SPÖ Pinzgau und war Mitglied des Landesparteivorstandes der SPÖ Salzburg. 1998 wurde sie zudem Vorstandsmitglied der »Arbeitsgemeinschaft sozialdemokratischer Gemeindevertreter«. Lokalpolitisch engagierte sie sich in Leogang, wo sie 1984 als Mitglied der Gemeindevertretung angelobt wurde. Sie übernahm im Jahr 1994 das Amt der Vizebürgermeisterin von Leogang und stieg 2004 zur Bürgermeisterin auf. Seitdem lenkt sie die Geschicke der Gemeinde Leogang als Bürgermeisterin. Hammerschmied vertrat die Sozialdemokratische Partei zwischen dem 24. Oktober 2001 und dem 11. April 2004 im Salzburger Landtag. Hammerschmied ist die erste SPÖ-Bürgermeisterin im Land Salzburg.

## Auszeichnungen
- Irma-von-Troll-Borostyáni-Preis (2005)